# Roth (Unternehmen)
Die Unternehmensgruppe Roth ist ein international tätiges österreichisches Familienunternehmen, das als Privatstiftung organisiert ist. Hans Roth legte nach dem Zweiten Weltkrieg den Grundstein für mehrere erfolgreiche Handelsunternehmen, ausgehend von Gnas in der Südost-Steiermark.
Das Familienunternehmen umfasst fünf unterschiedliche Zweige:
- Roth Baumärkte
- Roth Modehäuser
- Entsorgungsunternehmen Saubermacher
- Interro (Import-Exporthandelsunternehmen)
- Handels- und Transportunternehmen Martoni

Roth Heizöle wurde 2009 zur Gänze an die ungarische MOL-Gruppe verkauft.  Die Saubermacher Dienstleistungs AG, gegründet 1979 unter dem Namen Roth-Umweltschutz, beschäftigt sich in erster Linie mit der Sammlung, Verwertung und Entsorgung von Abfällen in Österreich und in acht osteuropäischen Ländern. Das Unternehmen betreut rund 1600 Gemeinden und über 40.000 Kunden aus Handel, Gewerbe und Industrie. 2006 wurde ein Umsatz von 193 Millionen Euro mit etwa 2800 Mitarbeitern erzielt. Das Unternehmen Saubermacher AG erhielt im Jahr 2005 die Staatliche Auszeichnung und damit das Recht, das Bundeswappen Österreichs im Geschäftsverkehr zu verwenden.